# ستيفن أ. دوغلاس

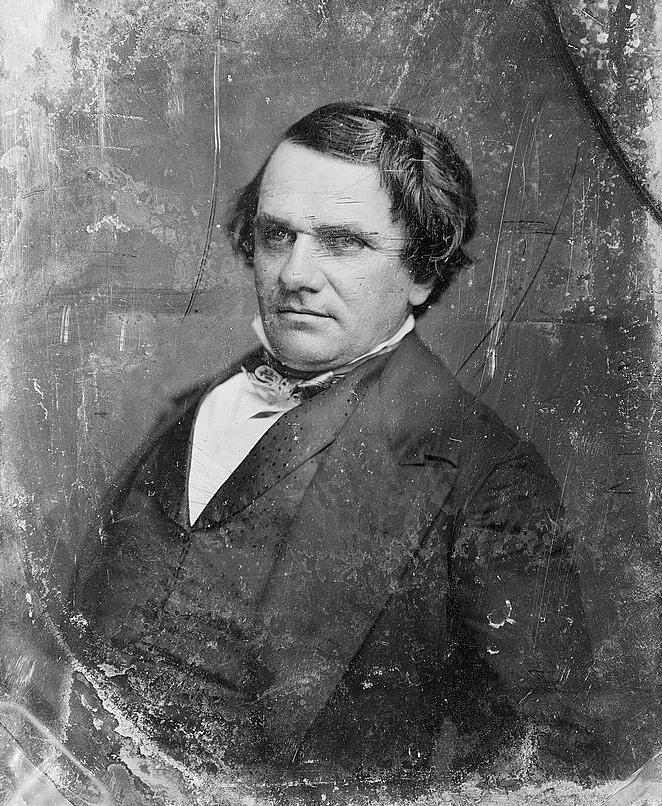
ستيفين دوغلاس

ستيفن آرنولد دوغلاس (بالإنجليزية: Stephen A. Douglas) (23 أبريل، 1813 – 3يونيو، 1861)، سياسي ومحامي أميركي من إلينوي. كان مرشح الحزب الديموقراطي للرئاسة في انتخابات عام 1860، لكنه هُزم أمام المرشح الجمهوري أبراهام لينكولن. كان دوغلاس قد فاز سابقًا على لينكولن في انتخابات إلينوي عام 1858 لمجلس شيوخ الولايات المتحدة، الذي اشتهر بمناقشات لينكولن ودوغلاس. وفي فترة خمسينيات القرن التاسع عشر، كان دوغلاس واحدًا من أوائل المدافعين عن السيادة الشعبية التي تقول إنه يجب السماح لكل إقليم بتحديد ما إذا كانت العبودية مسموحة ضمن حدوده أم لا. لُقّب دوغلاس بالعملاق الصغير لأنه كان نوعًا ما صغيرًا من حيث مكانته المادية، لكنه كان قويًا ومهيمنًا في السياسة.
وُلد دوغلاس في براندون، فيرمونت وهاجر إلى جاكسونفيل، إلينوي في عام 1833 ليؤسس للممارسة القانون. حظي بنجاح مبكر في السياسة بكونه عضو من الحزب الديموقراطي يعمل في مجلس النواب في إلينوي وفي مناصب أخرى غير ذلك. استقال من محكمة إلينوي العليا عند ترشحه لمجلس نواب الولايات المتحدة في عام 1843. أصبح دوغلاس حليفًا للرئيس جيمس كي بولك وفضّل ضم تكساس والحرب الأميركية المكسيكية. كان واحدًا من أربعة ديموقراطيين شماليين ليصوّت ضد ويلموت بروفيسو، وهو ما كان سيمنع العبودية في أي مقاطعة مأخوذة من المكسيك.
انتخب مجلس إلينوي التشريعي دوغلاس في مجلس شيوخ الولايات المتحدة في عام 1847، وظهر دوغلاس بكونه زعيمًا للحزب الوطني خلال خمسينيات القرن التاسع عشر. وقف جنبًا إلى جنب مع هنري كلاي ليشرف على إقرار تسوية عام 1850، التي حلٌت بعض المشاكل الإقليمية الناجمة عن الحرب الأميركية المكسيكية. كان دوغلاس مرشحًا للرئاسة في المؤتمر الوطني الديموقراطي عام 1952 لكنه خسر ترشيحه أمام فرانكلن بييرس. قدم دوغلاس قانون كانساس نبراسكا في عام 1854 وذلك في مسعاه لفتح الغرب من أجل التوسع. كان دوغلاس يأمل أن يخفف قانون كانساس نبراسكا من التوترات القطاعية، لكنه أثار ردة فعل قوية في الشمال وساهم في إشعال فتيل الحزب الجمهوري المناهض للعبودية.
سعى دوغلاس للرئاسة مجددًا في عام 1856، لكن المؤتمر الوطني الديموقراطي عام 1856 قد رشّح جيمس بيوكانان عوضًا عنه، وفاز بالانتخابات. انقسم بيوكانان ودوغلاس بشأن قبول كانساس بكونها ولاية للعبيد، واتهم دوغلاس مجلس كانساس التشريعي المؤيد للعبيد بإجرائه انتخابات غير عادلة. وخلال مناقشات لينكولن ودوغلاس، وضح دوغلاس مبدأ فريبورت، الذي جاء فيه أن بمقدور الأقاليم أن تستثني العبودية بشكل فعال وذلك بالرغم من حكم المحكمة العليا في قضية دريد سكوت في ستانفورد عام 1857. أدت الخلافات بشأن العبودية إلى انفصال المندوبين الجنوبيين في المؤتمر الوطني الديموقراطي عام 1860. رشّح مؤتمر المندوبين الشماليين دوغلاس للرئاسة بينما حظي جون سي بريكنريدج بدعم الديموقراطيين الجنوبيين. في انتخابات عام 1860، كان لينكولن ودوغلاس المرشحين الرئيسين في الشمال بينما قدّم معظم الجنوبيون دعمهم لبريكنريدج أو جون بيل من حزب الاتحاد الدستوري. أجرى دوغلاس حملات انتخابية في كل أرجاء البلد خلال فترة الانتخابات، وحذّر من مخاطر الانفصال وحثَّ جمهوره على الحفاظ على ولائهم للولايات المتحدة. وفي آخر المطاف، أثمر الدعم القوي للينكولن بنجاحه في الانتخابات. وبعد معركة فورت سومتر، حشد دوغلاس الدعم للاتحاد لكنه فارق الحياة في يونيو عام 1861.

## نشأته وتعليمه
وُلد ستيفن آرنولد دوغلاس في براندون، فيرمونت، في الثالث والعشرين من أبريل عام 1813، وكان والده الطبيب ستيفن آرنولد دوغلاس ووالدته ساره فيسك. أسقط دوغلاس الصغير حرف «السين» الثاني من اسمه في عام 1846، في العام الذي تلا نشر أول سيرة ذاتية لفريدريك دوغلاس؛ لا أحد يعلم إن كان ثمة ارتباط بين هذين الحدثين. هاجر أسلاف دوغلاس من طرف أبيه إلى نيو إنغلاند في القرن السابع عشر، أما جده من طرف أبيه، بيناجاه دوغلاس، فخدم لدورات عدة مجلس نواب فيرمونت. كان دوغلاس بعمر الشهرين فقط عندما فارق والده الحياة، وانتقل دوغلاس مع أمه للعيش مع خاله إدوارد فيسك. وبعد دورتين تدريبيتين فاشلتين للعمل في نجارة الموبيليا والأثاث الفاخر، دخل دوغلاس أكاديمية كاناندايغوا في مقاطعة أونتاريو، نيويورك. وفي أكاديمية كاناندايغوا، ألقى دوغلاس الخطابات بشكل متكرر ليدعم أندرو جاكسون وحزبه الديموقراطي. سمح المحامي المحلي البارز، ليف هابيل، لدوغلاس بالدراسة تحت إشرافه، وبينما كان دوغلاس طالبًا في مكتب هابيل، أصبح على صداقة مع هنري بي باين، الذي كان يدرس القانون في المكتب القريب من جون سي سبينسر. تطلب القبول في نقابة المحامين في نيويورك سبع سنواتٍ من التعليم الكلاسيك بالإضافة إلى الدراسة القانونية. لم يكن دوغلاس قادرًا على تحقيق تلك المتطلبات فقرر الاتجاه نحو الغرب ليؤسس لمسيرته المهنية في مجال القانون. وبعد التوقفات في أوهايو وكنتاكي وميسوري، استقر في جاكسونفيل، إلينوي في نوفمبر عام 1833. انتقل بين إلى كليفلاند بينما أقام دوغلاس هناك لفترة وجيزة، وعند وصوله اكتشف أن دوغلاس كان مريضًا، فاهتم باين بدوغلاس حتى استعاد عافيته قبل البدء بتأسيس ممارسته القانونية. قُبل دوغلاس في نقابة المحامين في إلينوي في شهر مارس عام 1834. كتب دوغلاس لعائلته ما يلي: «أصبحت رجلًا غربيًا وتشربت مبادئ المشاعر الغربية واهتماماتها، واخترت إلينوي لتكون المكان المفضل لدي».

## أول مسيرته المهنية

### سياسي إلينوي
أصبح دوغلاس متحالفًا مع الديمقراطيين «الكليين» الذين دعموا الرئيس جاكسون بقوة. في عام 1834، وبدعم من مشرع الولاية الديموقراطية الذي مثل جاكسون فيل، انتُخب دوغلاس مدعيًا عامًا للمقاطعة الأولى التي شملت ثمانية بلدان في غرب إلينوي. وسريعًا فقد دوغلاس اهتمامه بممارسة الحقوق واختار التركيز على السياسة عوضًا عن ذلك. ساعد في ترتيب أول مؤتمر ديموقراطي في الولاية في أواخر عام 1835، وتعهد المؤتمر بدعم خليفة جاكسون المختار، مارتن فان بيورين، في الانتخابات الرئاسية عام 1836. في عام 1836، ربح في انتخابات مجلس نواب إلينوي وهزم مرشح حزب اليمين جون جي هاردن. انضم دوغلاس إلى مجلس تشريعي يضم خمسة من أعضاء مجلس الشيوخ المستقبليين وسبعة من أعضاء الكونغرس المستقبليين، ورئيس مستقبلي واحد: إبراهام لينكولن الذي كان عضوًا في حزب اليمين آنذاك. استمر دوغلاس بخدمته في المجلس التشريعي للولاية وبكونه مُدعيًا عامًا، وأثناء هذه الفترة قبل الرئيس فان بيورين تعيينه ليكون مسجّلًا في مكتب سبرينغفيلد العقاري.
سعى دوغلاس إلى انتخاب مجلس نواب الولايات المتحدة في عام 1828 لكنه خسر أمام المرشح اليميني جون تي ستيوارت بهامش 36 صوتًا. وخلال الانتخابات الرئاسية عام 1840، أجرى دوغلاس حملات انتخابية في كل أرجاء البلد بالنيابة عن الرئيس فان بيورين وتجادل بشكل متكرر مع لينكولن وغيره من اليمينيين. على الرغم من خسارة فان بيورين في محاولته لإعادة الانتخاب أمام المرشح اليميني ويليام هينري هاريسون، لكن إلينوي كانت واحدة من سبع ولايات صوتت لفان بيورين. وبعد الانتخابات، عيّن الحاكم توماس كارلين دوغلاس وزيرًا للخارجية وهو الأمر الذي جعل دوغلاس أصغر فرد يشغل هذا المنصب. تولى دوغلاس منصب وزير الخارجية لفترة قصيرة تمكن من خلالها من المساعدة في وضع ميثاق الدولة لمستوطنة مورموم في ناوفو. وفي أوائل عام 1841، وافق دوغلاس على انتخاب محكمة إلينوي العليا. وفي عام 1843، استقال دوغلاس من المحكمة بعد فوزه بانتخاب مجلس نواب الولايات المتحدة.

## روابط خارجية
- ستيفن أ. دوغلاس على موقع الموسوعة البريطانية (الإنجليزية)
- ستيفن أ. دوغلاس على موقع إن إن دي بي (الإنجليزية)